# Марио Коста
Марио Коста (род. 7 декабря 1936, Торре-дель-Греко) — итальянский философ. Он известен своими исследованиями влияния новых технологий на искусство и эстетику, которые привнесли новую теоретическую перспективу через такие понятия, как «коммуникационная эстетика», «технологическое возвышенное», «коммуникационный блок» и «флуксус».

## Карьера
Марио Коста имеет большую академическую карьеру. Он был профессором эстетики в университете Салерно, преподавал методологию и историю литературного критицизма в университете Неаполя, и этику и эстетику коммуникации в университете Ниццы — Софии Антиполис. Он является автором около двадцати книг и множества эссе, которые были опубликованы в Европе и Америке. В 1985 году он основывает Artmedia, лабораторию эстетики средств массовой информации и коммуникации, в университете Салерно на кафедре философии. В качестве директора Artmedia он развил активную деятельность по продвижению нео-технологического искусства и поспособствовал организации многих конференций и мероприятий в Неаполе, Париже, Кельне, Торонто, Тель-Авиве и Сан-Пауло.

## Идеи
Его основная работа проходила в двух направлениях: 1) социально-политическая и философская интерпретация художественного авангарда XX века, и 2) развитие философии техники через анализ изменений, которые вносились новыми технологиями в искусство и эстетику.
Следуя первому исследовательскому пути, начиная с 1960-х он давал философские и эстетические интерпретации нескольких авангардных движений в искусстве и литературе. Особенно актуальны его работы по Марселю Дюшампу, леттризму, схематизму и функциям современного искусства критицизма.
Относительно второго пути, его работа в основном касалась 1) социальных и этических последствий технологических коммуникаций, и 2) изменений в смысле «эстетики» и «художественного» вследствие влияния новых электронных и цифровых технологиях. Это заставило его предложить радикальные изменения в этой теоретической области, в основе которой лежали такие понятия как «технологическое возвышенное» и «флуксус».

## Технологическое возвышенное
В начале 1980-х годов Коста начал исследование медиа и коммуникационных технологий, первым результатом которого стала эстетика коммуникации: теория, которая концептуализирует возможность эстетики одновременности на расстоянии. Основные принципы этой теории были установлены в 1985 году. В 1990-х Коста определил наиболее главную, всеобъемлющую, эстетическую и философскую теорию новых медиа, которую он обозначил как «технологическое возвышенное». Он проследил историю возвышенного и его метаморфозы: риторика, возвышенная древней философией, естественное возвышенное XVIII века, индустриально-городское возвышенное современности, и то, что он считает последней формой возвышенного, а именно технологическим возвышенным. Он утверждал, что избыток, в котором проявляется возвышенное, представлен всеми новыми электронными и цифровыми технологиями изображения, звука, письма, коммуникации и пространства. По мнению Коста, новые технологии, которые развиваются как саморегулирующаяся технологическая система, подразумевают, с одной стороны, ослабление предмета и исчезновение искусства и всех связанных категорий (красота, стиль, художественная личность, самовыражение и т. д.). С другой стороны, новые технологии лежат в основе нового эстетического измерения, технологически возвышенного, которое определяется новыми категориями: де-субъективация эстетического производства, гипер-субъект и подавление символического и смыслового.

## Современное искусство и эстетика флукса
По мнению Коста, весь теоретический аппарат, разработанный традиционной эстетикой, начиная с XVIII века, стал совершенно устаревшим и бесполезным для понимания современных проявлений искусства. Возникающему техно-антропологическому состоянию и его наиболее значительным эстетическим продуктам нужны новые объяснения и теории, в которых «форма», то есть основные категории традиционной эстетики, наконец-то заменены на категорию «флукс».
Коста расширил свое отражение от «кинематографического потока» до современных «технологических эстетических потоков», что стало возможным благодаря появлению цифровых технологий и сетей. Он пришёл к выводу, что технологические потоки могут также выделить существенные аспекты современной онтологии, тесно связанные с нашим опытом времени и экзистенциального отношения.

## Список источников
- Arte come soprastruttura, Napoli, CIDED, 1972
- Teoria e Sociologia dell’arte, Napoli, Guida Editori, 1974
- Le immagini, la folla e il resto. Il dominio dell’immagine nella società contemporanea, Napoli, Edizioni Scientifiche Italiane, 1982
- Il sublime tecnologico, Salerno, Edisud, 1990
- L’estetica dei media. Tecnologie e produzione artistica, Lecce, Capone Editore, 1990
- Sentimento del sublime e strategie del simbolico, Salerno, Edisud, 1996
- Della fotografia senza soggetto. Per una teoria dell’oggetto tecnologico, Genova/Milano, Costa & Nolan, 1997
- Le sublime technologique, Lausanne, IDERIVE, 1994 / O sublime tecnológico, São Paulo, Editora Experimento, 1995 / Il sublime tecnologico. Piccolo trattato di estetica della tecnologia, Roma, Castelvecchi, 1998
- L’estetica dei media. Avanguardie e tecnologia, Roma, Castelvecchi, 1999
- L’estetica della comunicazione, Roma, Castelvecchi, 1999
- Dall’estetica dell’ornamento alla computerart, Napoli, Tempo Lungo, 2000
- Internet et globalisation esthétique. L’avenir de l’art et de la philosophie à l'époque des réseaux, Paris, L’Harmattan, 2003
- Dimenticare l’arte. Nuovi orientamenti nella teoria e nella sperimentazione estetica, Milano, Franco Angeli, 2005
- La disumanizzazione tecnologica. Il destino dell’arte nell’epoca delle nuove tecnologie, Milano, Costa & Nolan, 2007
- Della fotografia senza soggetto. Per una teoria dell’oggetto estetico tecnologico, Milano, Costa & Nolan, 2008
- Arte contemporanea ed estetica del flusso, Vercelli, Mercurio Edizioni, 2010
- Ontologia dei media, Milano, Postmediabooks, 2012
- Dopo la tecnica. Dal chopper alle similcose, Napoli, Liguori Editore, 2015